# Chromalizus angolensis
Chromalizus angolensis är en skalbaggsart som beskrevs av Veiga-ferreira 1971. Chromalizus angolensis ingår i släktet Chromalizus och familjen långhorningar.
Artens utbredningsområde är Angola. Inga underarter finns listade i Catalogue of Life.